# Relaciones Filipinas-Timor Oriental
Las relaciones entre Timor Oriental y Filipinas se refieren a las relaciones exteriores y diplomáticas entre Timor Oriental y Filipinas. Las Filipinas participaron activamente en las fuerzas de mantenimiento de la paz de las Naciones Unidas instaladas en Timor Oriental durante su avance hacia la independencia. Cuando varias naciones reconocieron la soberanía del país, Filipinas inició el establecimiento de las relaciones diplomáticas oficiales entre los dos gobiernos con el establecimiento de una embajada suya en Dili, y posteriormente Timor Oriental también estableció su embajada en Pásig.
Filipinas ha mantenido fuertes lazos con el país insular recién independizado porque enviaba fuerzas para el mantenimiento de la paz al país y eran utilizadas como un medio de su lucha por la independencia de Indonesia. Ambas naciones fueron conquistadas por naciones ibéricas, principalmente por España y Portugal, en el siglo XVI.

## Relaciones diplomáticas
En 2008, Timor Oriental y Filipinas firmaron tres acuerdos para impulsar la cooperación en el ámbito marino y pesquero, la educación y la formación del servicio exterior. Los entonces presidenta de Filipinas, Gloria Macapagal Arroyo y presidente de Timor Oriental, José Ramos-Horta, presenciaron la firma de los pactos durante su reunión bilateral. Filipinas se ha comprometido a incrementar el comercio y el mercado exterior con Timor Oriental y también ha tratado de plantear y desarrollar los intercambios culturales y educativos. En 2010, el entonces canciller de Timor Oriental, José Luis Guterres, sostuvo conversaciones bilaterales con su homólogo Albert del Rosario y se reunió con el presidente Benigno Aquino III durante su estadía en Manila.
Filipinas, uno de los dos países predominantemente católicos de Asia, es la voz más fuerte en la Asociación de Naciones del Sudeste Asiático para la candidatura de Timor Oriental a convertirse en miembro de la ASEAN.

## Ayuda militar
Filipinas se ofreció a ayudar al ejército de Timor Oriental a mejorar su capacidad a través de la educación y la formación con ayuda de las Fuerzas Armadas de Filipinas. El portavoz de las fuerzas armadas, el coronel Arnulfo Marcelo Burgos mencionó:

"Dado que Timor Oriental es una nación muy joven con una fuerza de defensa recién organizada, las Fuerzas Armadas de Filipinas ofrecieron su ayuda para desarrollar su capacidad militar".